# 布列夫诺夫
布列夫诺夫（捷克文：Břevnov；捷克语发音：[ˈbr̝ɛvnof]）是布拉格西部的一个区，位于布拉格6区。该区是布列夫诺夫修道院（捷克文：Břevnovský klášter）的所在地，有布鲁斯尼采溪穿过该区。布列夫诺夫于10世纪首次被提及，1907年升格为市区，1921年成为布拉格市的一部分。
布拉格地铁A线上的Petřiny地铁站位于布列夫诺夫的最西端。该区的其他地方有一条沿着Bělohorská街运行的电车线路。